# Civic Biology
A Civic Biology: Presented in Problems, généralement appelé Civic Biology, est un manuel de biologie écrit par George William Hunter et publié en 1914, devenu l'ouvrage de référence obligatoire à partir de 1925 pour l'enseignement secondaire de la biologie dans l'État du Tennessee. Il est mieux connu pour son passage sur l'évolution, jugé être en violation du Butler Act, loi du Tennessee interdisant aux enseignants de nier la création de l'humain telle que décrite par la Bible. C'est pour avoir enseigné l'évolution à partir de ce manuel que John T. Scopes est impliqué dans le « procès du singe ». Les points de vue adoptés dans le livre à propos de l'évolution, des races et de l'eugénisme s'inscrivent dans le courant des idées progressistes américaines en vogue au XXe siècle, et en particulier dans la continuité de l'œuvre de Charles Benoît Davenport, scientifique américain chef de file du mouvement eugéniste aux États-Unis.

## Conception et publication
Hunter est née à Mamaroneck (État de New York) et a étudié au Williams College, à l'université de Chicago, et à l'université de New York, où il obtient un doctorat. Il devient ensuite président du département de Biologie de la De Witt Clinton High School, une école publique secondaire de Manhattan. Durant cette période, il écrit et coécrit 30 ouvrages pour l'enseignement au collège et au lycée, parmi lesquels figure Civic Biology en 1905. En travaillant avec des professeurs de la faculté d'enseignement de l'université de Columbia et le généticien Thomas Hunt Morgan, Hunter élabore Civic Biology, un manuel destiné à l'enseignement de la biologie dans les écoles secondaires.

## Eugénisme
Dans la première édition, Hunter aborde l'eugénisme à la page 432. Comme d'autres évolutionnistes à son époque, Hunter embrasse les idées eugéniques comme doctrine sociale. Plusieurs états proclament des lois en faveur de la ségrégation sexuelle, et la stérilisation des personnes jugées indésirables. Hunter est persuadé que la société peut améliorer la race humaine, en évitant les mariages avec les personnes atteintes de maladies mentales, les criminels et les épileptiques. Il est également persuadé que la race caucasienne est la race supérieure.

## Controverse
Charles Darwin publie sa théories évolutionnistes soixante ans avant le déroulement du procès Scopes. Les controverses sur la théorie de l'évolution se développent à partir du moment où celle-ci est enseignée dans les écoles. Au début du XXe siècle, existe un mouvement éducatif souhaitant apporter l'enseignement de l'évolution dans les salles de classe, afin de mettre à jour et de remodeler la façon dont la Biologie y est enseignée. Ces efforts tentent d'intégrer des notions de sciences biologiques appliquées à l'être humain. Ce mouvement en faveur d'une biologie socialement applicable est couplée à des efforts nationaux tournés vers l'éducation publique obligatoire. Les efforts et la législation opposés à l'évolution répondaient à la redéfinition idéologique du nouvel enseignement de la biologie ainsi qu'au contrôle centralisé et à la règlementation de l'éducation. Les interrogations sur l'éducation publique et standard faisaient partie intégrante du débat public sur Civic Biology.

## New Civic Biology
Une édition révisée du Civic Biology est publiée un an après le procès du singe. Cette nouvelle édition n'utilises plus le mot d'« évolution » et ne fait plus référence à des concepts évolutionnistes. Une figure illustrant les fossiles ancêtres des chevaux actuels dans leur contexte géologique et une grande partie du texte associés sont retirés. L'article intitulé Évolution de l'Homme est rebaptisé en Développement de l'Homme.  Au lieu de parler de « lower in mental organization » (littéralement « inférieur en organisation mentale »), l'ouvrage utilise la formule « lower in civilization » (littéralement « inférieur en civilisation ») à la page 250. Le livre fait mention de la sélection naturelle (page 383), de l'homologie (page 237), de la classification des plantes et des animaux (chapitre XXI, de la page 234 à 252), en mentionnant l'humain comme un vertébré, mammifère et primate en page 250, et dispose d'une courte biographie de Charles Darwin parmi les grands noms de la biologie (pages 411-412).
Cette nouvelle édition contient une discussion étendue de l'eugénisme, dans son chapitre XXXII intitulé The improvement of the Human Race (« L'amélioration de la Race humaine », des pages 394-404), mais l'article The Remedy (« Le remède ») ne dispose plus du passage « If such people were lower animals, we would probably kill them off to prevent them from spreading. Humanity will not allow this ... » (littéralement :  « Si ces gens étaient des animaux inférieurs, nous les tuerions probablement pour éviter leur propagation. L'humanité ne permettra pas cela... ») en page 400. La prétendue histoire de la famille Jukes et de la famille Kallikak est abordée en pages 398 et 399. La section Parasitim and its Cost to Society (« Le parasitisme et son coût pour la société ») est inchangé, excepté pour l'insertion de la phrase « It is estimated that between 25% and 50 of all prisoners in penal institutions are feeble-minded » (littéralement « Il est estimé qu'entre 25 et 50 % de tous les détenus des établissements pénitentiaires sont des faibles d'esprit »).
Cette nouvelle édition dispose toujours d'un passage intitulé The Races of Man (« Les races de l'Homme ») qui a subi deux changements à propos des caucasiens. Ils ne sont plus décrits comme « the highest type of all » et « the Hindus and Arabs of Asia » sont inclus parmi eux en page 251.